# Port du Lério
Le port du Lério est un port de fret, de passagers et de plaisance de la commune  de l'Île-aux-Moines (Morbihan).

## Localisation
Le port du Lério se situe près de la pointe de Toulindac, à l'extrémité nord-ouest de l'île-aux-Moines. C'est le site d'un embarcadère pour Port-Blanc et d'escale pour les navires de croisière effectuant le tour du golfe du Morbihan.

## Le Port
Le port du Lério est très fréquenté. Ainsi le 9 août 2008, 690 entrées et sorties ont été comptés.
Le port est une escale de la Semaine du golfe, manifestation maritime et terrestre qui se déroule tous les deux ans durant la semaine de l’Ascension.

### Port de fret
Le port du Lério est un port de fret, chargé essentiellement de l'avitaillement de l'Île-aux-Moines qui toute l'année, provient du continent à partir de Port-Blanc sur la commune de Baden.

### Port de passagers
Le port de passagers du Lério assure, toute l'année, l'essentiel du trafic passagers avec le continent.

### Port de plaisance
Le port de plaisance est regroupé avec celui de Port-Blanc. L'ensemble offre 416 places à flot, dont 120 places de pontons et deux cales de mise à l'eau.